# Spominski znak 15. obletnica manevrske strukture narodne zaščite
Spominski znak 15. obletnica manevrske strukture narodne zaščite je bil ustanovljen septembra 2005 v spomin na Projekt MSNZ, ki je potekal od 17. maja 1990 do 4. oktobra 1990.

## Podeljevanje
Spominski znak 15. obletnica manevrske strukture narodne zaščite se podeli ob 15. obletnici Projekta MSNZ. Podeli se vsem, ki so prejeli znak MSNZ 1990.

## Opis
Spominski znak 15. obletnica manevrske strukture narodne zaščite je okrogle oblike in ima premer 45 mm. Kovan je iz dveh mm debelega bakra, pozlačen, pobarvan in prevlečen s prozornim poliestrskim emajlom.
V zgornjem delu znaka je v polkrogu zastava Republike Slovenije, v spodnjem delu je na sredini znak MSNZ, v levem delu je letnica 1990 in v desnem 2005. Znak ima obrobo sestavljeno iz lipovih listov zelene barve.
Vsak znak je oštevilčen in ima priponko.
Nadomestna oznaka je temno zelene barve z miniaturo znaka MSNZ 1990.

## Evidenca
Evidenco podeljenih spominskih znakov vodi,
obdeluje in hrani Sektor za vojaške zadeve.